# Camomille (film)
Pour les articles homonymes, voir Camomille (homonymie).
Pour plus de détails, voir Fiche technique et Distribution.
Camomille est un film français réalisé par Mehdi Charef et sorti en 1988.

## Synopsis
Dans un quartier pauvre de banlieue, c'est l'histoire de l'improbable rencontre entre une speakerine de télévision et un mitron bègue et fétiche qui construit pièce par pièce une Panhard 58 dans son grenier. Pour "sauver" Camille, Martin la séquestre et lui fait un enfant.

## Fiche technique
- Titre original : Camomille
- Réalisation : Mehdi Charef
- Scénario : Mehdi Charef
- Images : Patrick Blossier
- Montage : Luc Barnier
- Son : Pierre Gamet et Bernard Leroux
- Décors : Philippe Chiffre
- Costumes : Édith Vesperini
- Musique : Tony Coe
- Production : KG Productions Michèle Ray-Gavras
- Pays d'origine :  France
- Genre : comédie dramatique
- Durée : 81 minutes
- Date de sortie : 4 mai 1988 à Paris

## Distribution
- Philippine Leroy-Beaulieu : Camille Renaudin
- Rémi Martin : Martin Bénédi
- Monique Chaumette : la mère de Martin
- Guy Saint-Jean : le père de Remi
- Albert Delpy : le boulanger
- Michel Peyrelon : Jo
- Solenn Jarniou : Jeanne
- Geneviève Lallemang : la libraire
- Yan Epstein : Arnold
- Corine Blue : Billie
- Huguette Faget : la mère de Remi
- Olivier Descamps : le père de Camille
- Claude Sérillon : lui-même